# Adiaké (Departement)
Adiaké ist ein Departement der Elfenbeinküste, in der Region Sud-Comoé im Distrikt Comoé im Südosten des Landes am Atlantischen Ozean gelegen.
Hauptstadt des Departements ist Adiaké, die Einwohnerzahl beträgt 83.547 Menschen (Zensus 2014). Das Departement Adiaké unterteilt sich in die Gemeinde Adiaké (gleichzeitig Unterpräfektur) sowie die Unterpräfekturen Assinie-Mafia und Etuéboué.
Der Badeort Assinie-Mafia ist beliebtes Ziel für Touristen und wohlhabende Ivorer.
Über die Autobahn ist Adiaké in ca. 50 Minuten von Abidjan aus zu erreichen.